# Matt White
Matthew "Matt" White (nascido em 22 de fevereiro de 1974) é um ex-ciclista profissional australiano que participou de duas edições dos Jogos Olímpicos, competindo na prova de estrada individual em Sydney 2000 e em Atenas 2004, mas não conseguiu terminar em ambas as provas.